# Онсмон
Онсмон (фр. Ancemont) насеље је и општина у североисточној Француској у региону Лорена, у департману Меза која припада префектури Верден.
По подацима из 2011. године у општини је живело 605 становника, а густина насељености је износила 45,49 становника/km². Општина се простире на површини од 13,3 km². Налази се на средњој надморској висини од 204 метара (максималној 330 m, а минималној 199 m).

## Демографија
| 1962. | 1968. | 1975. | 1982. | 1990. | 1999. | 2011. |
| ----- | ----- | ----- | ----- | ----- | ----- | ----- |
| 539   | 586   | 615   | 635   | 654   | 591   | 605   |

График промене броја становника у току последњих година